# Спейсер (біологія)
Спе́йсери (англ. Spacer — «роздільник») — ділянки ДНК, що не транскрибуються та розташовані між генами, які тандемно повторюються (наприклад, генами рибосомальної РНК у евкаріот). Їх функція, найімовірніше, полягає в забезпеченні високого рівня транскрипції в пов'язаних генах.
У бактерій спейсерні ділянки ДНК складаються лише з кількох нуклеотидів. У евкаріотів вони можуть бути значно більші і включати повторювані послідовності ДНК, містячи в собі, таким чином, більшу частину геномної ДНК.
У більш вузькому значенні термін «спейсер» вживається для позначення ДНК, що розташована  між тандемними  копіями генів рРНК.